# Malatiná
Malatiná (in ungherese Malatina) è un comune della Slovacchia facente parte del distretto di Dolný Kubín, nella regione di Žilina.